# Arkema
Arkema is een Franse multinational die zich richt op de productie van hoogwaardige chemicaliën. Het bedrijf ontstond in 2004 door de afscheiding van de chemietak van het Franse olieconcern Total en heeft ruim 140 productielocaties op drie continenten: Europa, Azië en Noord-Amerika. Onder Arkema vallen ook de bedrijven CECA en Coatex. De onderneming telt wereldwijd ruim 20.000 werknemers en heeft een hoofdzetel in Colombes in Île-de-France, nabij Parijs.

## Geschiedenis

### Tot oprichting in 2004
Arkema is opgericht in 2004 door de afscheiding van de chemietak van het Franse olieconcern Total. Arkema is een samenvoeging van een aantal bedrijven met een lange(re) geschiedenis. In 1983 ontstond het bedrijf Atochem na een samenvoeging van Aquitaine Total Organico of ATO (1973), Produits Chimiques Ugine Kuhlmann of PCUK (1971) en Chloé Chimie (1983). Al na zeven jaar, in 1990, werd het bedrijf in twee delen opgedeeld: de specialistische chemie verschoof na een acquisitie naar Total, terwijl ATO Chemie de petrochemische tak van Orkem overnam. De afscheiding van de twee delen duurde niet lang, want in 2000 voegden Total en het in 1993 tot Elf ATO omgedoopte bedrijf hun activiteiten samen tot Atofina S.A. Na de afscheiding van Total werd Atofina op 1 oktober 2004 een zelfstandige onderneming: Arkema.

### vanaf 2004
Op 18 mei 2006 deed Arkema zijn intrede op de effectenbeurs van Parijs. In 2012 introduceerde de huidige slogan innovate chemistry.

## Activiteiten
Arkema is een belangrijke producent van chemicaliën. Het behaalde in 2019 een omzet van 8,7 miljard euro met 20.500 medewerkers. Het is actief in 55 landen en heeft zo'n 144 productielocaties. De omzet wordt in gelijke delen behaald in de drie regio's Europa, Noord-Amerika en Azië.
Er zijn drie divisies, die de volgende producten leveren:
- Highperformancematerialen, waaronder vallen:
  - Polyamides
  - Fluorpolymeren
  - Organische peroxiden
- Industriële chemicaliën, zijnde:
  - Thiochemicaliën
  - Fluorchemicaliën
  - Waterstofperoxiden
- Coating Solutions, waaronder vallen:
  - Acrylproducten
  - Harsproducten
  - Photocureproducten

Arkema is marktleider op een aantal van zijn producten, zoals de polyamiden 11, 12 en 13. In 2019 behaalde Arkema het grootste deel van zijn wereldwijde omzet uit highperformancematerialen (47%), coating solutions (24%) en industriële chemicaliën (29%).
Het aandeel Arkema is vrij verhandelbaar op de Beurs van Parijs. De werknemers hadden per 31 december 2019 zo'n 6,3% van de aandelen in handen en 10% van het stemrecht.

### Tabel van overnames
| Jaar | Bedrijfsonderdeel  | Product(en)                 | Overname-partner | Koop/verkoop | Locaties                                                                      |
| ---- | ------------------ | --------------------------- | ---------------- | ------------ | ----------------------------------------------------------------------------- |
| 1987 | CECA (1)(2)        | Speciaalchemie              | CECA             | Koop         |                                                                               |
| 2007 | Coatex (1)         | Reologische additieven      | Onbekend         | Koop         | Moerdijk, Genay, Chester, São Paulo, Changshu, Gunsan                         |
| 2007 | Cerexagri          | Agrarisch: gewasbescherming | Phosporus United | Verkoop      | onder meer Vondelingenplaat                                                   |
| 2010 | Onbekend           | Acryl                       | Dow Chemical     | Koop         | Diverse                                                                       |
| 2012 | Onbekend           | Pvc                         | Klesch Group     | Verkoop      | Berre-l'Étang, Balan, Saint-Fons, Saint-Auban, Fos-sur-Mer, Levera en Vauvert |
| 2012 | Casda Biomaterials | Polymeer 10                 | Casda            | Koop         | Hengshui                                                                      |
| 2012 | Seppic             | Alkoxylaten                 | Seppic           | Koop         | Zwijndrecht                                                                   |

(1) Zijn bestaande organisaties en merken binnen Arkema.
(2) Is in de jaren tachtig al samengevoegd bij ATO maar heeft altijd zijn eigen organisatie behouden.